# Eucalliax quadracuta
Eucalliax quadracuta är en kräftdjursart som först beskrevs av Biffar 1970.  Eucalliax quadracuta ingår i släktet Eucalliax och familjen Callianassidae. Inga underarter finns listade i Catalogue of Life.